# Belisana sabah
Belisana sabah es una especie de arañas araneomorfas de la familia Pholcidae.

## Distribución geográfica
Es endémica de Borneo.